# Robert-Magny-Laneuville-à-Rémy
Robert-Magny-Laneuville-à-Rémy település Franciaországban, Haute-Marne megyében. Lakosainak száma 310 fő (2009. január 1.).

## Népesség
A település népessége az elmúlt években az alábbi módon változott:

| 2009 | 310 |